# Jelmer Pietersma
Jelmer Pietersma (* 15. Februar 1982 in Dwingeloo) ist ein niederländischer Mountainbike- und Straßenradsportrennfahrer.
Jelmer Pietersma fuhr 2004 für das Holland Pro Cycling MTB Team. Im nächsten Jahr wurde er Zweiter bei der Vuelta a Valladolid und 2007 belegte er den dritten Platz beim Würselener City-Renntag.
2009 fährt Pietersma auf der Straße für das chinesische Continental Team Trek-Marco Polo.
Bei den Mountainbike-Weltmeisterschaften 2009 in Canberra belegte er mit dem niederländischen Nationalteam den sechsten Platz im Staffelrennen. 2010 konnte er bei dem Rennen Cape Epic mit Bart Brentjens eine Etappe gewinnen.

## Teams
- 2004 Holland Pro Cycling MTB Team
- 2009 Trek-Marco Polo